# Каспийский груз
«Каспийский груз» — азербайджанская русскоязычная рэп-группа, основанная в 2000 году.
В состав группы входят ВесЪ (Анар Зейналов) и Брутто (Тимур Одилбеков).

## История группы
Участники группы ВесЪ и Брутто — друзья со второго класса школы.
Старт творческого пути датируется началом двухтысячного года. Первый трек они зачитали под инструментал «Рабы Рифмы» группы «Рабы Лампы», но материалы того периода не записывались и не выпускались.
Дуэт из Баку впервые заявил о себе в марте 2013 года, когда вышел их дебютный альбом «Рингтоны Для Зоны». Позже на исполнителей обратил внимание рэпер из Москвы Guf, с которым коллектив позднее записал совместный трек, на который был снят первый клип «Каспийского груза». Популярность группы возросла.
Второй альбом группы «Пиджакикостюмы» вышел в 2014 году. В релизе присутствует совместный трек участниками распавшейся на тот момент группы «CENTR» — Гуфом и Слимом.
28 января 2015 года выпущен третий студийный альбом группы «Сторона А / Сторона Б». Альбом записан при участии битмейкера FD Vadim, известного по работе с Гуфом, «Тhe Chemodan Clan» и Рем Диггой. В альбоме имеются совместные песни с исполнителями Jahmal, Slim, Rigos, Кравц, Brick Bazuka, Jenya Didur, Змей. «Сторона А / Сторона Б» занял десятое место в списке самых продаваемых альбомов России в iTunes за 2015 год. Альбом положительно был встречен критиками. Редакция портала rap.ru поместила альбом на четвёртое место в списке лучших русских рэп-альбомов 2015 года, а редакция портала The Flow включила его в свой список 20-ти главных русских рэп-альбомов 2010-х.
Следующие два альбома «The Брутто» и «The ВесЪ», представляющие собой фактически сольные альбомы участников проекта, дебютировали на втором месте и третьем месте соответственно в недельном чарте iTunes.
В марте 2017 года на канале группы в YouTube появилось видео, в котором участники группы заявили о том, что следующий альбом группы будет называться «Саундтрек к так и не снятому фильму», и он станет последним в истории группы. Альбом вышел 11 сентября того же года.
В 2023 году группа возобновила деятельность и выпустила новый мини-альбом.

## Дискография

### Альбомы
- 2013 — «Рингтоны для зоны»
- 2014 — «Пиджакикостюмы»
- 2015 — «Сторона А / Сторона Б»
- 2016 — «Троица (Все Части)»
- 2017 — «Саундтрек к так и не снятому фильму»

### Сольные альбомы
- 2016 — Брутто «The Брутто»
- 2016 — ВесЪ «The ВесЪ»
- 2018 — ВесЪ «Y»
- 2019 — Брутто «ГАDDEM»
- 2020 — ВесЪ «ВесЪокосный Год»
- 2021 — Брутто «ГАDDEM 2»
- 2025 — Брутто «Метис»

### Мини-альбомы
- 2013 — «Троица» (том 1)
- 2013 — «Троица» (том 2)
- 2014 — «Троица» (том 3)
- 2014 — «Троица» (том 4)
- 2015 — «Троица» (том 5)
- 2016 — «Гиблое дело №»
- 2023 — «Осторожно Окрашено»

## Клипы
- 2013 — «Всё за 1$» (при уч. Гуфа)
- 2013 — «На манжетах» (при уч. Словетского)
- 2013 — «Сарума»
- 2014 — «Жить будем» (при уч. Геры Джио)
- 2015 — «Выдох, Выстрел»
- 2015 — «Гудини»(при уч. Centr)
- 2015 — «Твёрдый ЗнакЪ»
- 2015 — «18+» (при уч. Slim & Rigos)
- 2015 — «Не знать их» (при уч. Кравца)
- 2015 — «Табор уходит в небо»
- 2016 — «Гагарин» (при уч. Slim & Адвайта)
- 2016 — «До вечера» (при уч. Гансэлло)
- 2016 — «Coco»
- 2017 — «Так невоспитанно»
- 2017 — «Адик Original»
- 2017 — «Пули в обойме / Последняя песня»
- 2025 — «Табор вернулся в город»

### Клипы Брутто
- 2016 — «Ночевал» (при уч. Сергея Трофимова)
- 2016 — «Давай взорвём» (при уч.  Жака-Энтони)
- 2016 — «Ной» (при уч. Пика & ATL)
- 2016 — «Хулиганка» (при уч. Isupov)
- 2016 — «Музыка допинг» (при уч. Грека)
- 2016 — «Чёрная Волга»